# Guglielmo Gasparrini
Guglielmo Gasparrini  ( * 1804 - 1866 ) fue un botánico, micólogo y pteridólogo italiano.
Fue profesor de "Anatomía y Morfología Vegetal" en la Universidad de Pavía de 1857 a 1861, para luego ser docente de Botánica en la Universidad de Nápoles, donde además fue director del Jardín Botánico de Nápoles. Dedicó gran parte de su actividad científica a la morfología, histología y sistemática vegetal. En el campo florístico fue particularmente especialista en la flora lucana.
Poseyó un inmenso herbario Gasparrini, hoy en Pavia, que fue adquirido durante el dominio austríaco y, según Garovaglio, que realizó las primeras curaturas, "la flora napoletana - siciliana vi è ottimamente rappresentata e costituisce il merito principale dell’erbario". Eso es tal cual el último inventario de 1952, obra de S.Pignatti. Tiene especímenes provenientes de diferentes lugares de Europa, América septentrional, Asia, África, Australia, fundamentalmente fruto de intercambios con botánicos de la época. La mayoría de las muestras provienen de la Italia centromeridional.

## Algunas publicaciones
- 1863. Ricerche sulla Embriogenia della Canape

### Libros
- 1845. Ricerche sulla natura del caprifico, e del fico, e sulla caprificazione. Ed. Tipografia dellAquila di V. Puzziello. 96 pp.

- La abreviatura «Gasp.» se emplea para indicar a Guglielmo Gasparrini como autoridad en la descripción y clasificación científica de los vegetales.[2]